# 존 버넌 매기
존 버넌 매기(영어: John Vernon McGee, 1904년 6월 17일 ~ 1988년 12월 1일) 박사는 정식으로 임명된 장로교 목사였다가 나중에는 초교파 교회의 목사로 사역하였으며, 성경 교사이자 신학자였고 Thru The Bible이라는 제목의 전 세계적으로 유명한 라디오 사역을 하였던 인물이다.

## 출생과 교육
그는 텍사스주의 힐스보로에서 태어났다. 그리고 컬럼비아 신학대학에서 학사를 마치고 달라스에 위치한 달라스 신학대학에서 석사와 박사학위를 취득하였다. 매기 박사의 첫 번째 교회는 조지아주 미드웨이의 레드 클레이 힐(red clay hill)에 위치한 교회였으며 그후 그는 조지아주의 디케이터(Decatur)에 위치한 장로교회와 테네시주의 네쉬빌(Nashville)에 있는 장로교회, 링컨 에비뉴 장로교회(Lincoln Avenue Presbyterian Church) 등 많은 교회에 다녔다. 캘리포니아주의 패서디나로 옮기기 전까지는 텍사스주의 클레번(Cleburne)에 있는 교회를 섬겼다.
얼마 뒤 그는 패서디나에서 로스앤젤레스로 이사하여 1949년에 열린문 교회(Church of the Open Door)의 목사가 되었으며 그곳에서 1970년까지 목사의 직분을 유지하였다. 매기 박사는 또한 로스 앤젤레스 성경 연구소(비올라 대학, Biola University) 성경학과의 학과장을 역임했으며 달라스 신학 대학의 방문교수로도 활동했다. 그는 1988년까지 활발한 활동을 이어가다 1988년 12월 1일 생을 마감했다.

## Thru The Bible
그가 마지막으로 목사직을 담당했던(1949-1970) 열린문 교회에서 은퇴하기 약 3년 전 무렵인 1967년에 그는 "Thru the Bible"이라는 라디오 프로그램을 만들어 방송하기 시작했다. 이 방송에서 그는 2년 반 정도의 기간 동안 성경의 첫 번째 책인 창세기부터 마지막 책인 요한 계시록까지 모든 각 권을 강해하였고 그는 이 시리즈를 "성경 버스 여행" 이라고 불렀다. 이후 1970년 1월에 목사직에서 물러난 다음, 그는 2년 반의 기간이 성경을 가르치는데 충분한 시간이 될 수 없다는 것을 깨닫고 5년의 기간 동안 전체 성경을 배우는 또 하나의 시리즈를 완성했다. "Thru the Bible"은 100여개 이상의 언어로 번역되었으며 전 세계 라디오 방송국에서 매주 방송되고 있다. 대한민국에서도 이 프로그램을 찾아볼 수 있는데 극동 방송에서 매기성경강해 라는 제목으로 방송되고 있다.